# Isla Golding
La isla Golding (a veces llamada  "isla Goulding") forma parte del archipiélago de las Malvinas, que según la Organización de las Naciones Unidas (ONU), está en litigio de soberanía entre el Reino Unido, quien la administra como parte del territorio británico de ultramar de las Malvinas, y la Argentina, quien reclama su devolución, y la integra en el departamento Islas del Atlántico Sur de la provincia de Tierra del Fuego, Antártida e Islas del Atlántico Sur.  
Esta isla se encuentra al norte de la Isla Gran Malvina y al sur de la isla de Borbón. En su parte oriental se halla la Isla Quebrada y en la occidental están la bahía de la Cruzada y la isla Vigía. En el extremo noroeste de la isla se destaca la punta Bahía
En general, la isla presenta una forma algo compleja, con brazos estrechos de tierra y bahías, y también contiene un estanque.

## Actualidad
La isla Golding es una granja ovejera, y era explotada previamente junto a la isla Borbón y a la isla Vigía por los hermanos Dean. Ahora es de propiedad de la familia Hirtle. Las casas están cerca de la punta sur, cerca de punta Hummock en las que hay un aeródromo rústico.

## Guerra de las Malvinas
Después de una incursión sobre la Bahía San Carlos durante la guerra de las Malvinas, el capitán Jorge Osvaldo García, un piloto argentino, se eyectó desde su avión, un A-4 Skyhawk de la Fuerza Aérea Argentina. En esa época su cuerpo no fue encontrado, pero en 1983 su cuerpo fue llevado a la playa en un pequeño velero. La isla fue bombardeada por los argentinos ya que creían que se emitían señales de radio desde allí.